# Tokyo Metro ビジョン

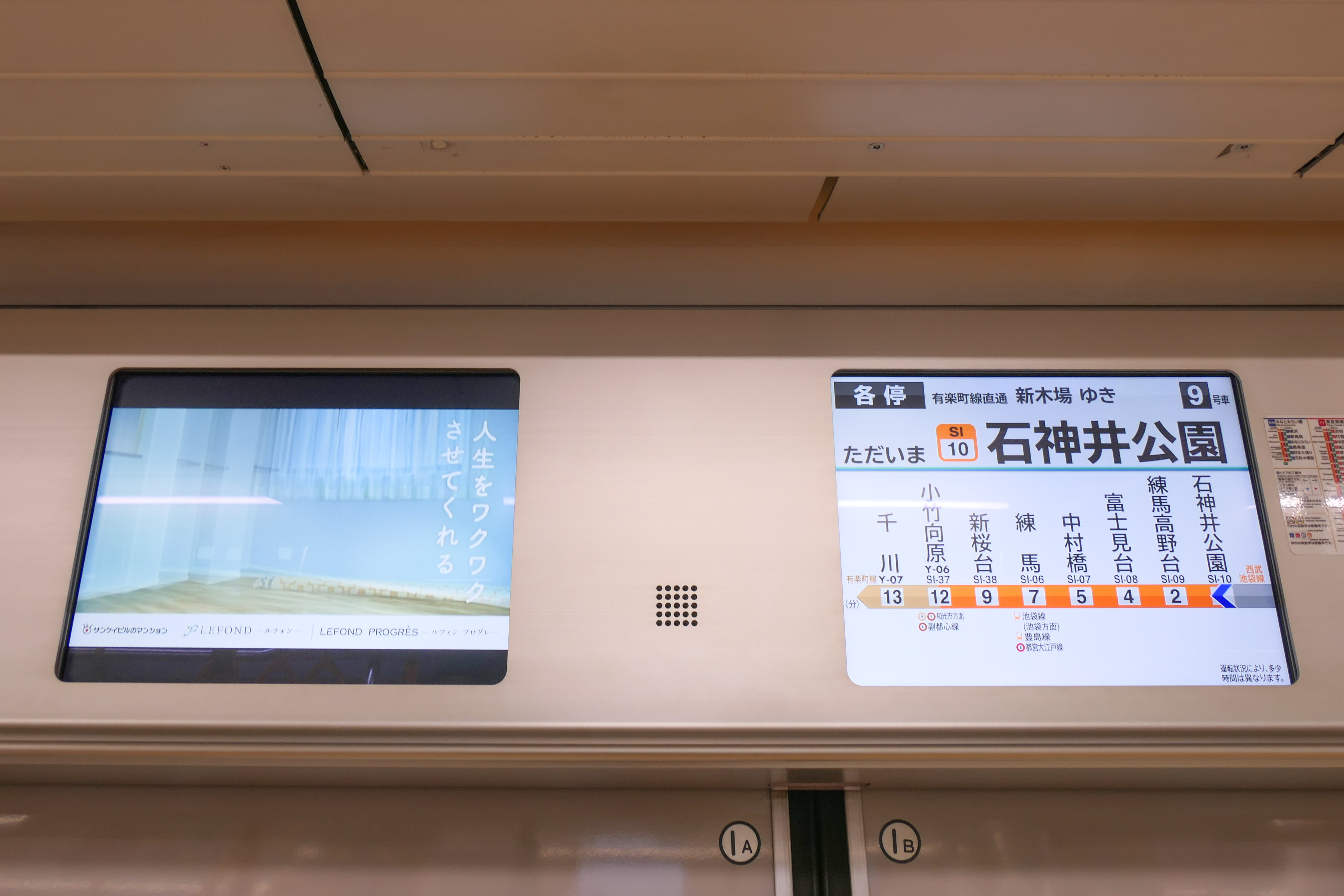
有楽町線・副都心線10000系電車。左が「Tokyo Metro ビジョン」、右は列車案内用。

Tokyo Metro ビジョン（とうきょうメトロビジョン）は、東京地下鉄（東京メトロ）が車両内に設置した液晶ディスプレイ (LCD) を用いたデジタルサイネージ。中吊り広告など他の車内広告と同様に、東京メトログループの広告代理店であるメトロアドエージェンシーが媒体社となっている。

## 概要
2008年（平成20年）6月14日、有楽町線・副都心線で導入開始。2018年（平成30年）4月16日には、銀座線1000系特別仕様車に「銀座レトロビジョン (Ginza Retro Vision) 」を導入した。
東日本旅客鉄道（JR東日本）が展開する電子広告「トレインチャンネル」などに類似したデジタルサイネージであり、各客用ドア上部に設置した液晶ディスプレイ（LCD）式車内案内表示装置2画面のうち、左側の1画面が広告用の「Tokyo Metro ビジョン」となっている。
動画を主体とした広告を提供する。音声は流れない。また、2020年（令和2年）まで、東京メトロ一社提供番組として放送されていた『メトログ』（TBSテレビ）が放送されていた時期は、番組のダイジェスト内容をTokyo Metro ビジョンでも放送していた（詳細はメトログ#概要を参照）。
配信映像はミリ波を使用した高速無線通信により、主要駅に設置した送信アンテナから駅に停車中の車両に送信される。配信は更新日の数日前に行われ、更新日から新しい配信画像が放映される。
配信映像は毎週月曜日に更新されている。2012年3月までは毎月1日と16日（2月は15日）に更新された。

## 設置車両
2021年現在では、以下の車両に搭載されている。
南北線の9000系電車（5次車）にも各客用ドア上部にLCD式の案内表示装置が設置されているが、こちらは広告用のものは設置されておらず、列車案内用の1画面（アスペクト比4:3）のみとなっている。
- 銀座線
  - 1000系電車
- 丸ノ内線
  - 02系電車（当初更新工事実施車のみだったが、その後従来の車両にも設置し始めている。ただし右側はパッとビジョン。）
  - 2000系電車
- 日比谷線
  - 13000系電車
- 東西線
  - 05系電車（更新工事実施車のみ）
  - 07系電車（更新工事実施車のみ）
  - 15000系電車
- 千代田線
  - 16000系電車
  - 05系電車（北綾瀬支線用、全車両に後付け設置）
- 有楽町線・副都心線
  - 10000系電車
  - 17000系電車
- 半蔵門線
  - 8000系電車（当初は2010年以降の更新工事実施車のみだったが、その後従来の車両にも設置し始めている。ただし右側はパッとビジョン。）
  - 08系電車（全車両に後付け設置）
  - 18000系電車
- 南北線
  - 9000系電車（2016年以降の更新工事実施車のみ）

## 他社局のデジタルサイネージ
- トレインチャンネル - 東日本旅客鉄道（JR東日本）
- WESTビジョン - 西日本旅客鉄道（JR西日本）
- TOQビジョン - 東急電鉄（東急エージェンシー）
- 西武スマイルビジョン - 西武鉄道
- SaiNet Vision - 埼玉高速鉄道
- チカッ都ビジョン - 東京都交通局（都営地下鉄）
- KEIO MEDIA - 京王電鉄（京王エージェンシー）